# تحالف أحمر-أحمر
في السياسة، يشير التحالف الأحمر-الأحمر إلى الحكومة الائتلافية المكونة من الأحزاب الاشتراكية الديمقراطية التي تتحالف مع الأحزاب الاشتراكية الديمقراطية أو الاشتراكية الأكثر راديكالية، وهو تحالف يشمل وسط اليسار إلى اليسار أو أقصى اليسار.
ومن الأمثلة المحددة للتحالفات الحمراء-الحمراء تظهر سياسة ألمانيا، التي تتكون من الحزب الديمقراطي الاجتماعي الألماني (SPD) والحزب اليساري أو سلفه، الحزب الديمقراطي الاشتراكي (PDS). وقد شكلت التحالفات الحمراء-الحمراء الحكومات على مستوى الدولة في براندينبيرغ، كما حكمت، في الماضي، برلين (2001-2011) ومكلنبورغ فوربومرن (1998-2006) و(في إطار حكومة أقلية الحزب الديمقراطي الاجتماعي الذي سمح له الحزب الديمقراطي الاشتراكي) ساكسونيا-أنهالت (1994-2002).